# James Demetriou
James Demetriou (Sídney, Australia, 14 de agosto de 1995) es un futbolista australiano. Juega de delantero y su equipo actual es el Karmiotissa Polemidion de la Primera División de Chipre.

## Selección
| Selección        | País   | Año  | PJ           | Goles |
| ---------------- | ------ | ---- | ------------ | ----- |
| Selección Sub-21 | Chipre | 2015 | 2 (Suplente) | 0     |

## Clubes
| Club                     | País       | Año           | PJ | Goles |
| ------------------------ | ---------- | ------------- | -- | ----- |
| Swansea City             | Inglaterra | 2015          |    |       |
| Wealdstone F.C. (Cedido) | Inglaterra | 2015-2016     | 10 | 1     |
| Karmiotissa Polemidion   | Chipre     | 2016-presente | 0  | 0     |